# I bitwa pod Nördlingen

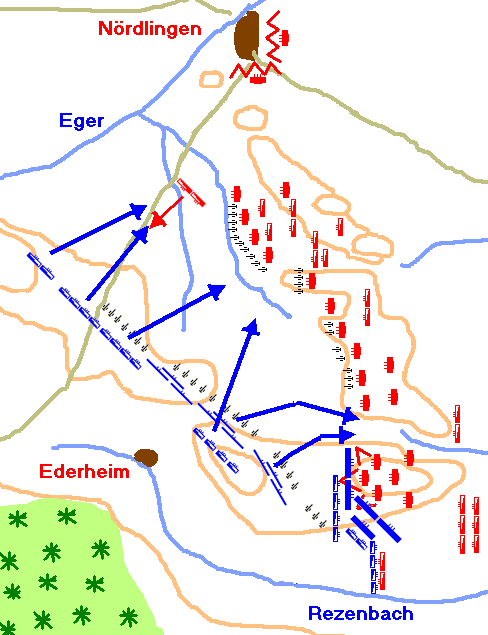
Plan sytuacyjny

I bitwa pod Nördlingen – starcie zbrojne, które miało miejsce 6 września 1634 roku w trakcie wojny trzydziestoletniej i zakończyła się zwycięstwem oddziałów cesarsko-habsburskich nad wojskami szwedzkimi i ich protestanckimi sojusznikami z Niemiec.

## Przed bitwą
Po zdobyciu przez armię cesarską dowodzoną oficjalnie przez Ferdynanda Węgierskiego (a tak naprawdę przez Gallasa) w sierpniu 1634 miejscowości Donauwörth i Ratyzbony, kolejnym jej celem stało się odbicie z rąk szwedzkich miasta Nördlingen. Z pomocą przyszła mu armia hiszpańska (18 tys. żołnierzy) dowodzona przez jego kuzyna Ferdynanda. Protestanccy sojusznicy Szwedów zamierzali zapobiec zdobyciu miasta przez armię cesarską wysyłając naprzeciw niej wojska pod dowództwem Bernarda Weimarskiego i Gustafa Horna. Dysponowali oni armią w sile 16 tys. piechoty i 9 tys. jazdy. Po połączeniu armia cesarska i hiszpańska liczyły łącznie 20 tys. piechoty i 13 tys. jazdy, a całością sił w rzeczywistości dowodził Matthias Gallas. Dnia 18 sierpnia armia Gallasa przystąpiła do oblężenia Nördlingen. Szwedzi zamierzali przeciąć linie zaopatrzeniowe armii cesarsko-hiszpańskiej i w tym celu dążyli do opanowania wzgórza Arnsberg, znajdującego się na drodze do Ulm i Donauwörth. Gdyby to się udało, armia Gallasa byłaby zmuszona przerwać oblężenie i zaatakować umocnione pozycje szwedzkie. Podczas gdy siły prowadzone przez Bernarda Weimarskiego dotarły do Hesslebergu, wojska dowodzone przez Horna zostały z tyłu. Dzięki chorwackim szpiegom wódz armii cesarsko-hiszpańskiej w porę został powiadomiony o nadciągnięciu armii protestanckiej. Wykorzystując fakt, że obie grupy nieprzyjaciela są od siebie znacznie oddalone, Gallas wszedł między nie na zalesiony, pokryty wzgórzami teren na południe od Nördlingen, gdzie rozpoczął budowę umocnień polowych. W nocy 5 września oddziały Bernarda podjęły próbę zdobycia wzgórza Allbuch znajdującego się naprzeciwko pozycji wojsk cesarskich. Wojska cesarskie wcześniej jednak zajęły wzgórze na którym się okopały.

## Bitwa
Bitwa rozpoczęła się rankiem 6 września atakiem wojsk protestanckich na zajęte wzgórze. Znajdujący się tutaj żołnierze hiszpańscy zostali wyparci, jednak w czasie walk eksplodowała beczka z prochem, co wprowadziło zamieszanie w szeregach atakujących u boku Niemców wojsk szwedzkich. W szybko wykonanym kontrnatarciu Hiszpanie odzyskali wzgórze. Horn trzynaście razy atakował pozycje przeciwnika, ale wszystkie ataki zakończyły się niepowodzeniem i dużymi stratami protestantów. Koło południa oddziały Horna były tak osłabione, że zmuszony został on do przegrupowania i wycofania swoich wojsk za pozycje Bernarda Weimarskiego. W momencie wycofywania się wojsk Horna, armia cesarska wykorzystała dogodną okazję i wykonała kontrnatarcie. Oddziały Bernarda zostały rozbite i w trakcie ucieczki wpadły wprost na swoich szwedzkich sojuszników. W szeregach protestantów powstał chaos, doszło do ogólnej paniki, co doprowadziło do klęski i ogromnych strat. Armia szwedzko-protestancka przestała praktycznie istnieć, tracąc wszystkie działa, 12 tys. żołnierzy zabitych lub rannych oraz 4 tys. jeńców (a wśród nich Horn). Straty armii cesarsko-hiszpańskiej wyniosły od 1,2 tys. do 2 tys. zabitych.

## Po bitwie
Zwycięstwo pozwoliło Ferdynandowi bez problemu zająć Nördlingen. Szwedzi całkowicie wycofali się z południa Niemiec. Wielu popierających początkowo Szwedów książąt niemieckich przeszło na stronę cesarza, co przyczyniło się do zawarcia w Pradze porozumienia pokojowego dnia 30 maja 1635.